# Zejská vodní elektrárna
Zejská vodní elektrárna (rusky Зейская ГЭС) je vodní dílo na řece Zeja v povodí Amuru. V době uvedení do provozu byla nejvýkonnější vodní elektrárnou na ruském Dálném východě a ve své výkonnostní třídě byla ve světovém měřítku unikátní svou pilířovou konstrukcí přehrady i použitím lopatkových diagonálních turbín. Přehrazením řeky vznikla rozlehlá Zejská přehradní nádrž, jejíž akumulační schopnosti poskytují ochranu před katastrofálními povodněmi.

## Hydrologické podmínky
Klima povodí řeky Zeja se vyznačuje charakteristickým anticyklonálním průběhem zimy s nevysokou sněhovou pokrývkou a extrémními mrazy, tj. stejným způsobem jako ostatní části východní Sibiře. Letní měsíce se však liší četnými mnohdy intenzivními dešti tichooceánského původu, které při neschopnosti věčně zmrzlé půdy pojímat vodu, způsobují prudké nárůsty průtoku. Především v červenci a srpnu dochází k nečekaným, často katastrofálním povodním. Průtoková minima v měsíci březnu dosahují pouze několika m3/s, hodnoty povodní přesahují 10 000 m3/s. Nepředvídatelný charakter letních kulminací, stejně jako energeticky nepoužitelná zimní průtoková minima se proto nemohou obejít bez obrovského užitečného objemu přehradní nádrže. V tabulce jsou uvedeny hodnoty průtoků a výškového odtokového ekvivalentu na vodočtu řeky Zeja za období 563 měsíců, které se nachází na vtoku do Zejské přehradní nádrže.
|               | leden | únor | březen | duben | květen | červen | červenec | srpen | září | říjen | listopad | prosinec | celkem |
| ------------- | ----- | ---- | ------ | ----- | ------ | ------ | -------- | ----- | ---- | ----- | -------- | -------- | ------ |
| průtok (m3/s) | 3,50  | 1,59 | 1,12   | 22,2  | 621    | 699    | 822      | 825   | 658  | 171   | 31,6     | 9,84     | 322    |
| odtok (mm)    | 0,33  | 0,14 | 0,11   | 2,04  | 59,0   | 64,2   | 78,1     | 78,4  | 60,5 | 16,2  | 2,90     | 0,93     | 360    |

Celkový odtok odpovídá hodnotě 10,2 km3. Plocha povodí u sledovaného místa je 28 200 km2, což představuje asi třetinu plochy povodí v místě přehrazení. Pro dostatečně účinný systém využití vodního toku je třeba vytvořit pracovní objem nádrže přes 20 km3.
Celé povodí spadá do oblasti hlubokého permafrostu a je charakteristické ročními teplotními výkyvy až 80 °C.

## Popis
Projekt vodního díla byl ovlivněn následujícími okolnostmi
- období nárůstu zkušeností se stavbami pilířových hrází ve světě

- úspěšný vývoj diagonálních lopatkových turbín

- obrovský minimo-maximální rozdíl ročního chodu průtoků a ročního chodu teplot

- ideální průřezová kresba a čitelná geologická stavba Zejské brány s minimální vrstvou zvětralého podloží, použitelná pro cílené rozložení tlakového pole

Výsledkem pak byl ve své době ambiciózní projekt, kde bylo světovým prvenstvím použití masivní pilířové konstrukce v dotčené velikosti (později byla konstrukce v ještě větším měřítku použita u brazilské přehrady Itaipú). Světové prvenství patřilo i použití diagonálních lopatkových turbín příslušné hltnosti a spádu.
Elektrárna byla vybudována v blízkosti sídla Zeja. V tomto místě řeka Zeja přechází z kaňonu pohoří Tukuringa do Zejsko-amurské roviny. Vyústění údolí, nazvané Zejská brána, se nachází zhruba 560 km od ústí řeky do Amuru ve městě Blagověščensk.
Hráz o celkové délce 714 m dosahuje výšky 115,5 m. Vnitřní prostor je rozdělen na 44 sekcí o průměrné šířce 15 m. Každý oddíl se skládá ze 7 m silného opěrného pilíře a 8 m široké dutiny. Pilířové řešení umožnilo úsporu 60 % betonu oproti standardní gravitační hrázi.
Mezi 11. a 19. segmentem je 8 povrchových přelivů o šířce 12 m, umožňující převod průtoku 9 500 m3/s. Spolu s propustností elektrárny je vodní dílo schopno převést 11 104 m3/s.
Mezi segmenty 22 až 27 je šest tlakových potrubí o průměru 7,8 m. V elektrárně je instalováno šest diagonálních lopatkových turbín o hltnostech 303 - 308 m3/s při optimálním spádu 78,5 m. Turbíny jsou schopny pracovat v širokém rozmezí spádu od 74,5 m po 98,3 m. Turbíny o výkonech 4 x 225 MW a 2 x 415 W poskytují celkový výkon elektrárny 1 330 MW.
Konstrukce diagonálních lopatkových turbín umožňuje nastartovat jednotku i při nízké hladině vody v nádrži a pokračovat v práci s velkými změnami spádu.

Zadržená řeka vytvořila Zejskou přehradní nádrž o užitečném objemu 32,3 km3, která objemem i plochou patří mezi největší v Rusku.

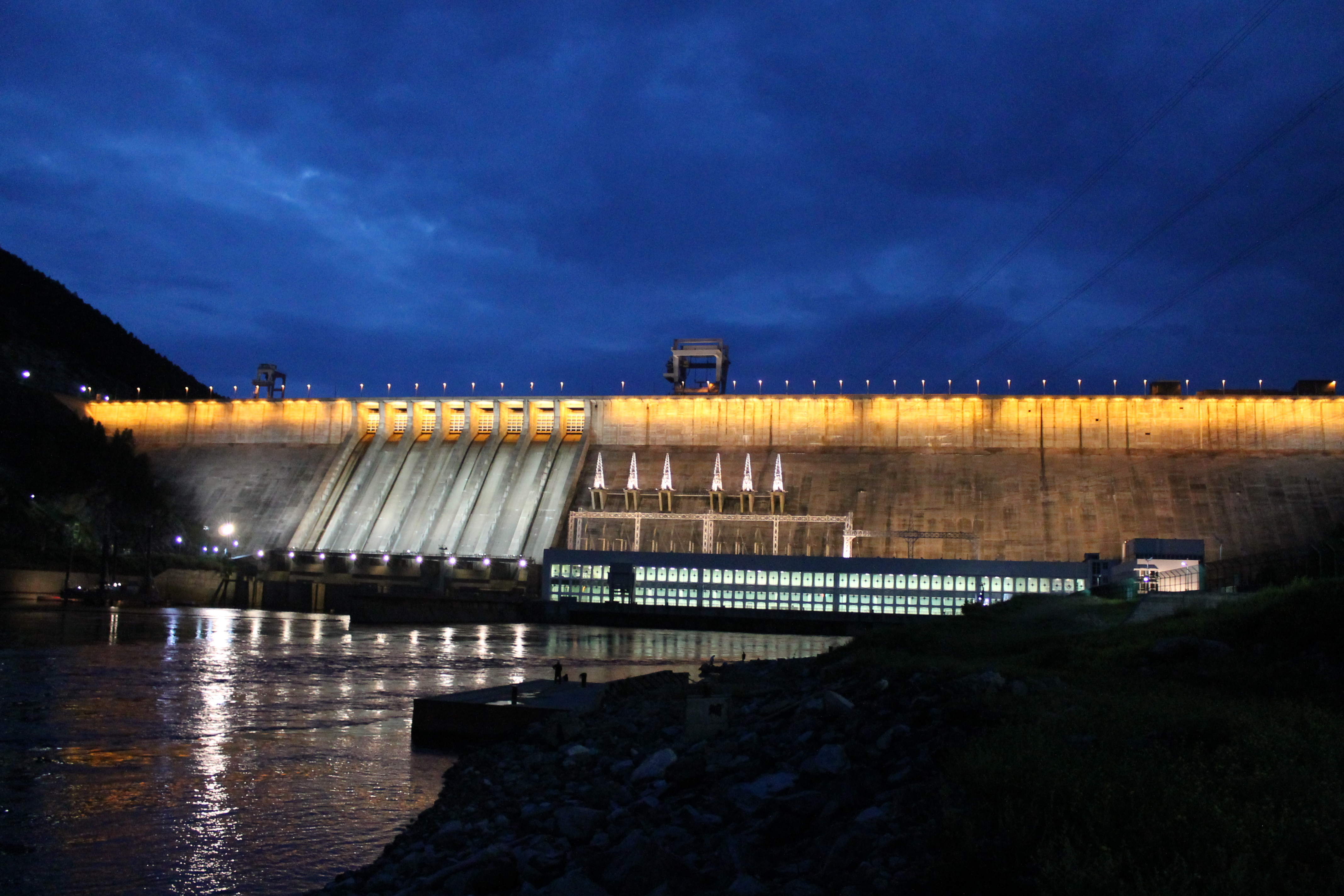
Panoráma vodního díla
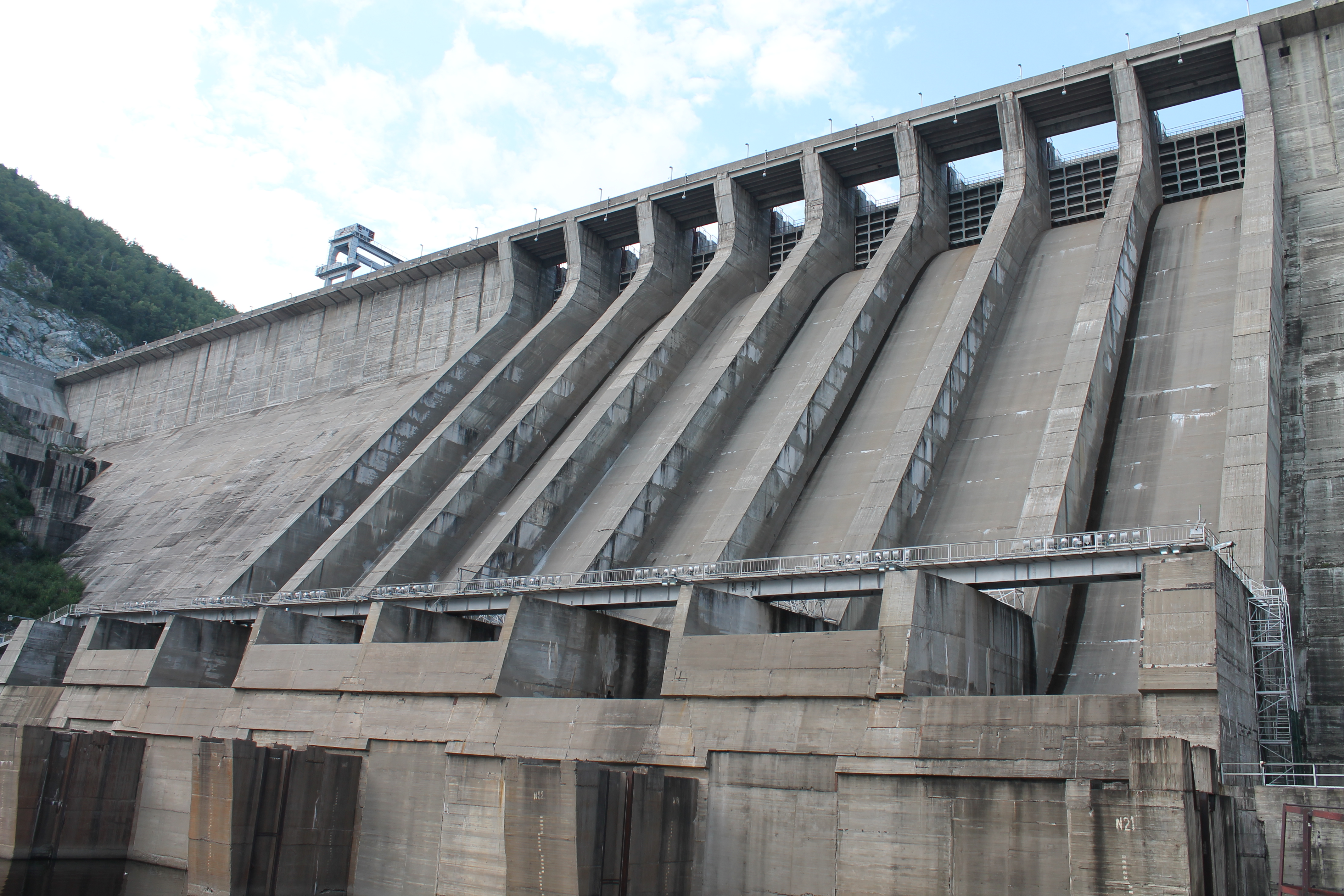
Přelivová část
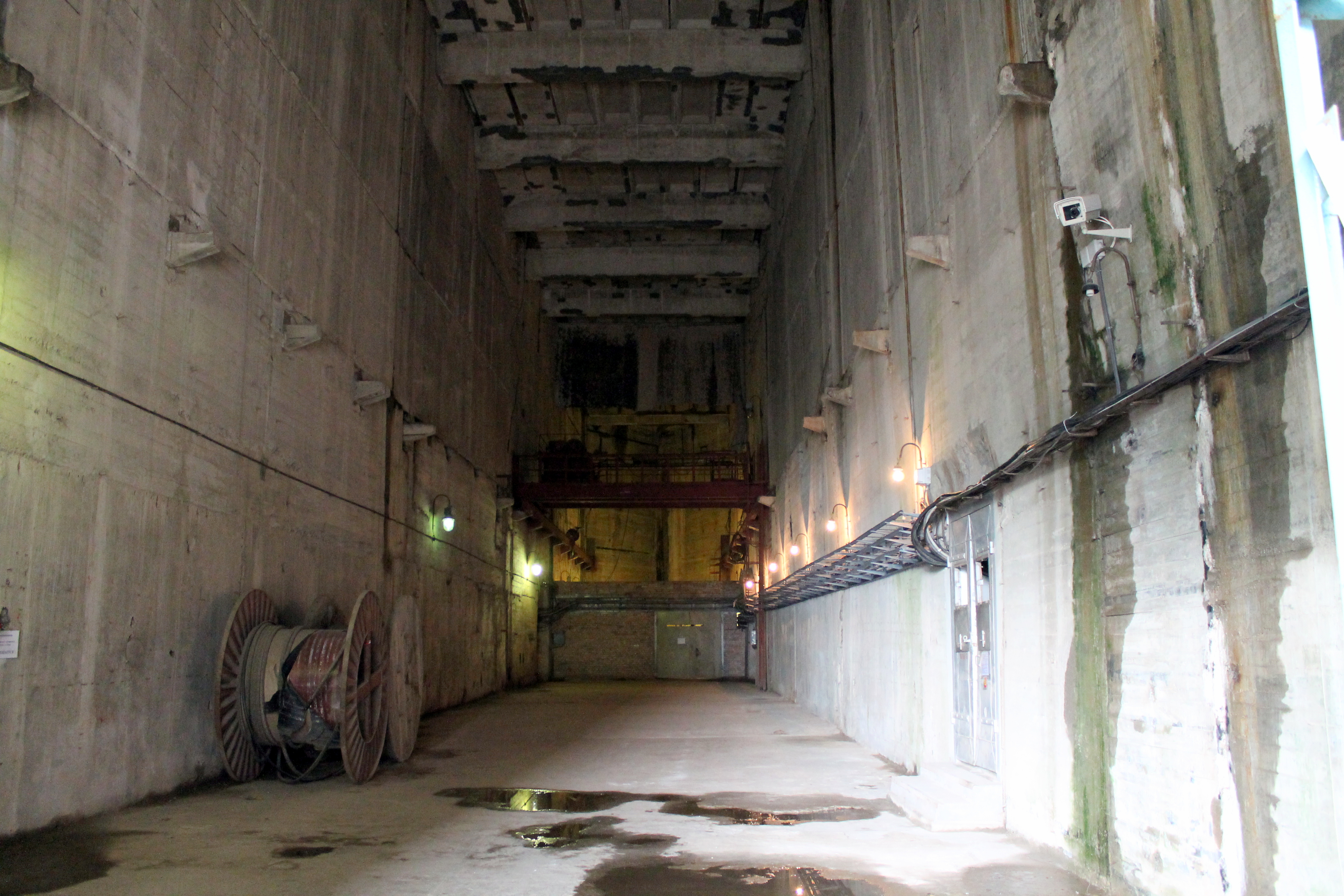
Prázdný prostor uvnitř hráze
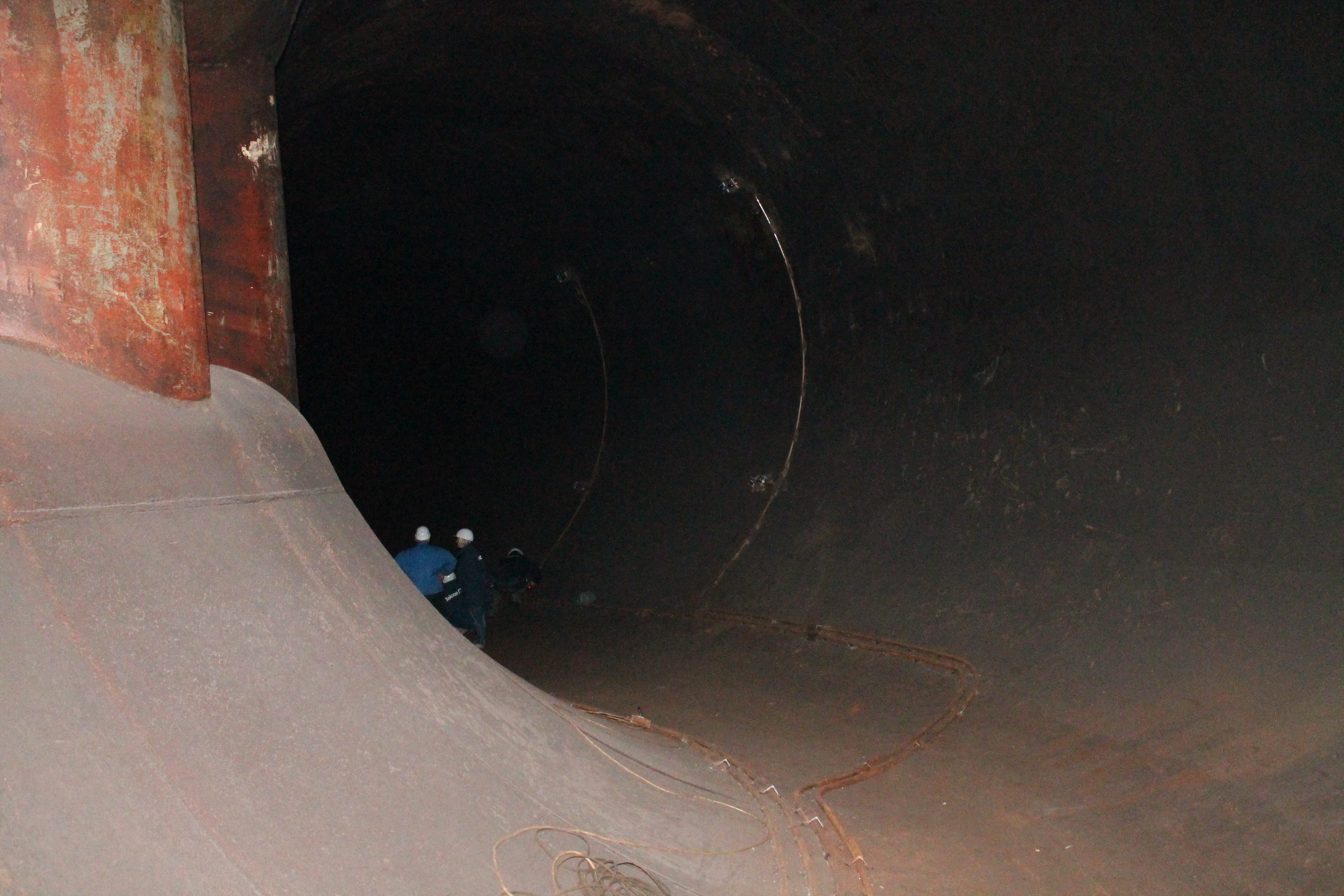
Spirála turbíny o výšce 7,8 m
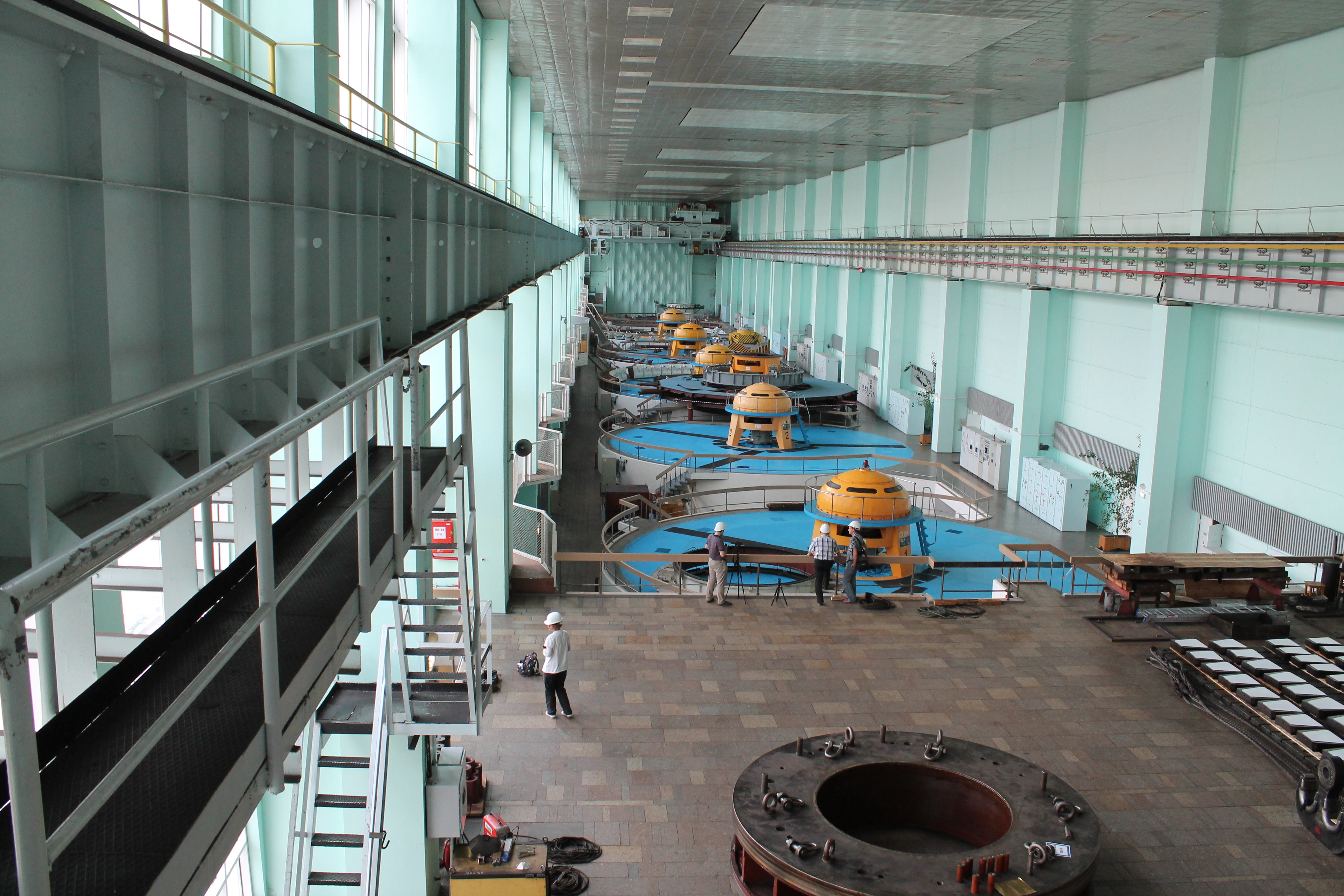
Rekonstrukce šesté jednotky
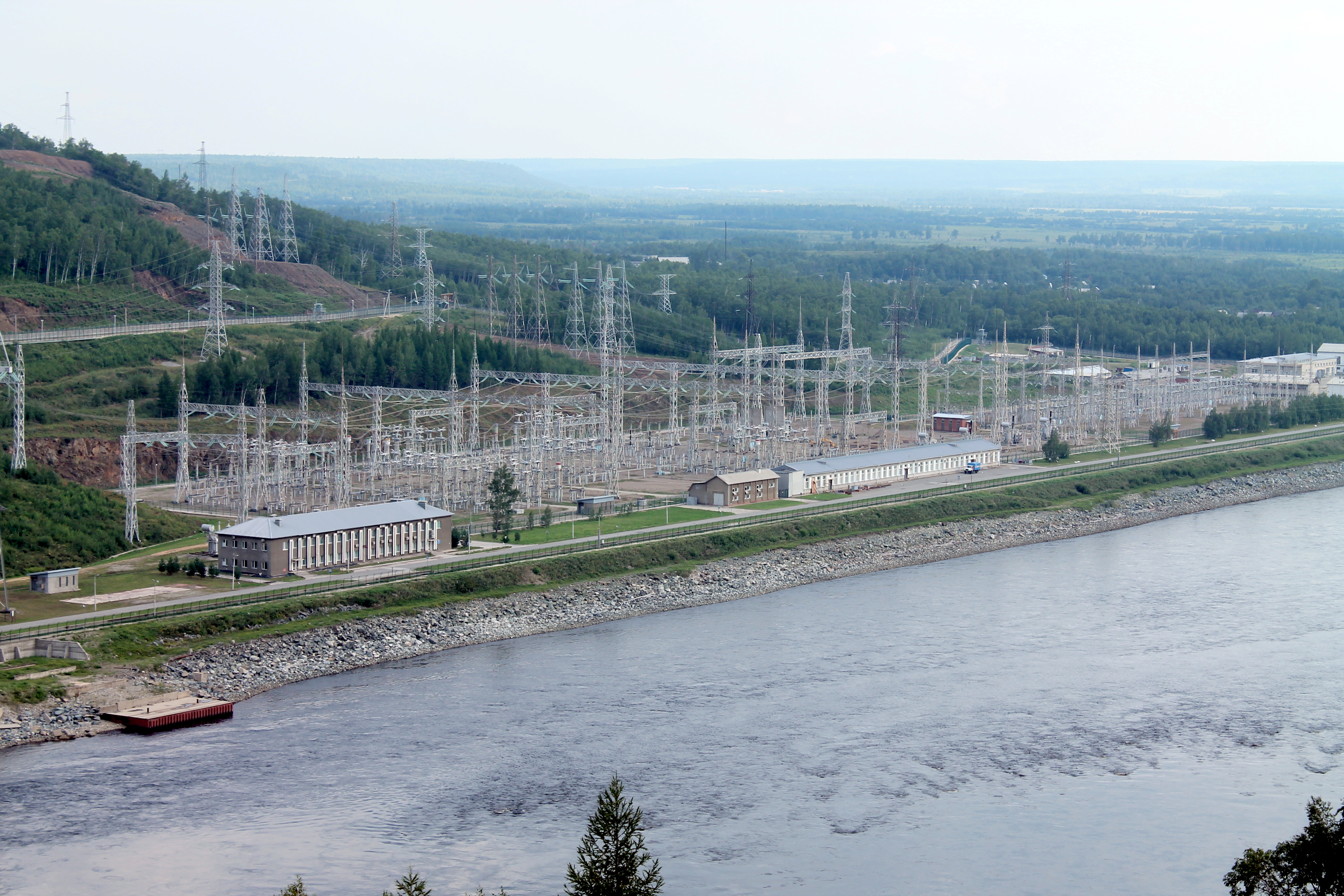
Rozvodná stanice 220 kV a 500 kV

## Historie vodního díla
První návrhy projektů na využití řeky Zeja se objevují v roce 1931 v Plánu elektrifikace Dálného východu. Ve všech návrzích se uvažuje o umístění hráze elektrárny ve vyústění údolí nazvaném Zejská brána. Intenzivní geologické průzkumy začaly v roce 1954 a v roce 1958 vznikl plán Integrovaného energetického využití řeky.
V únoru 1964 byl schválen harmonogram prací na budování vodního díla na řece Zeja a bylo zřízeno Ředitelství hydroelektrárny ve výstavbě a oddělení výstavby ZeyaGESStroy. V březnu téhož roku se na místo dostavili první stavitelé. Konečný technický návrh pilířové konstrukce, která by umožnila ušetřit až 400 000 t betonu byl schválen až v roce 1968. 30. ledna 1970 byl do základů hráze položen první kubík betonu.
Řeka byla přehrazena 13. října 1972 ve 12:30.
12. června 1973 byl první kubík betonu položen do základů elektrárny.  
27. listopadu 1975 byl spuštěn první hydroagregát.
6. listopadu 1977 byl zprovozněna rozvodná stanice 500kV a spuštěna čtvrtá jednotka.
Od 25. června 1980 pracuje všech šest hydroagregátů o plánovaném stanoveném výkonu 1290 MW.
Během srpna 1980 bylo dokončeno plnění nádrže na konstrukční kótu 292,7.  V září 1983 byl uskutečněn test přelití přehrady, v prosinci 1984 bylo dosaženo roční výroby 5 miliard kWh. V létě 1985 byla přehradní nádrž naplněna na kótu 315 a v roce 1990 vzrostl instalovaný výkon na 1330 MW.

## Provoz
Hlavním účelem vodního díla je výroba elektrické energie a vyrovnávání denních i týdenních výkyvů v energetickém systému.
Spolu s výkonnější Burejskou vodní elektrárnou je zásadním zdrojem vodní energie pro dálněvýchodní energetický systém. Vzhledem k pružné odezvě diagonálních lopatkových turbín na změny vstupních provozních parametrů je účinnější složkou systému pro regulaci frekvence než její méně operativní sesterská elektrárna na řece Bureja.
Roční výroba elektrické energie je 4,9 miliard kWh.
Vzhledem k obrovskému užitečnému objemu přehradní nádrže dokáže z více než 90 % využít hydrodynamický potenciál řeky, která v zimě téměř zamrzá do dna a během letních povodní dosahuje průtoku samotného Amuru v ústí. Vlivem změny klimatu se začátkem tisíciletí četnost katastrofálních letních povodní téměř třikrát zvýšila. Spolu s nárůstem počtu povodní však rostou i schopnosti hydrologických předpovědí, zkušenosti a souhra všech složek, zapojených do řízení vodní spotřeby. Tak se neustále vyvíjí i schopnost využití vodního toku a ochrany proti velké vodě. V roce 2013 přehradní prostory akumulovaly 60 % desetileté povodně a vstupní hodnoty přes 11 000 m3/s dokázalo vodní dílo převést o zhruba poloviční hodnotě.
V červenci 2016 dosáhl přítok do nádrže 16 100 m3/s, což je nejvyšší hodnota za dobu pozorování od roku 1901. Během trvání povodňového přílivu nepřesáhl odtok z přehradního jezera hodnoty 726 m3/s. Kulminační vrchol historické povodně tak byl snížen 22krát.